# Лоє-Авісса
Лоє-Авісса (пол. Łoje-Awissa) — село в Польщі, у гміні Радзілув Ґраєвського повіту Підляського воєводства.
Населення — 159 осіб (2011).
У 1975-1998 роках село належало до Ломжинського воєводства.

## Демографія
Демографічна структура станом на 31 березня 2011 року:
|          | Загалом | Допрацездатний вік | Працездатний вік | Постпрацездатний вік |
| -------- | ------- | ------------------ | ---------------- | -------------------- |
| Чоловіки | 79      | 13                 | 52               | 14                   |
| Жінки    | 80      | 18                 | 43               | 19                   |
| Разом    | 159     | 31                 | 95               | 33                   |